# Kitty Films
Kitty Films (キティ・フィルム Kiti · Firumu) fue una compañía productora de anime creada en 1972 en Japón. La compañía también es conocida como "Kitty" o "Kitty Records".

## Historia
La compañía fue fundada en 1972 como Kitty Music Corporation bajo Hidenori Taga, un subsidiario de Polydor y luego Universal Music, produciendo soundtracks de dramas de TV. Su primera película fue en 1972 Hajimete no Tabi. En 1979 la compañía entra en el género de películas en imagen real con el título de Kagirinaku toumei ni chikai buru y La Rosa de Versalles. Sin embargo, su primer éxito importante llegó con la animación de Urusei Yatsura. Comenzada en 1981, Kitty entra en  el mercado de producción de anime. Durante las siguientes dos décadas, Kitty Films se convierte en una compañía digan de mención fuera de Japón por haber producido numerosos trabajos de Rumiko Takahashi, incluyendo Maison Ikkoku y Ranma ½. Takahashi asistió a la misma universidad que Shigekazu Ochiai, el responsable de muchas producciones de anime del estudio Kitty. 
A pesar de su fama como productora, los actuales trabajos de anime de Kitty son realizados por estudios independientes de anime, algunos de los cuales aun existen en la actualidad. Studio Pierrot animó la primera mitad de Urusei Yatsura, Studio Deen animó la segunda parte de Maison Ikkoku y Ranma, mientras Madhouse realizó la última película de Urusei Yatsura, La leyenda de los héroes galácticos, y Yawara!
La compañía ha sufrido problemas financieros desde que terminó la serie de Ranma en 1992. Hidenori Taga ayudó a financiar la división de películas de Kitty por malversación desde su sucursal musical, y ese año se vio obligada a dimitirlo debido a un escándalo desconocido, mientras Ochiai se transfiere a Pao House Studios. Kitty siguió con producciones menos conocidas tales como Ping Pong Club (1995) y Shinkai Densetsu Meremanoid, pero sus producciones se redujeron a finales del siglo XX. Rumiko Takahashi ya no ha trabajado con Kitty Film después de la última OVA de Ranma ½, lanzada en 1996. Sunrise se encargó de la animación de Inuyasha. Desde 2007, la empresa existe principalmente como una agencia de talento, después de haber vendido los derechos de la mayoría de sus éxitos de anime. Por ejemplo los trabajos de Rumiko Takahshi (Urusei Yatsura, Maison Ikkoku y Ranma ½) sus series de anime y películas en manos de la 
empresa PONY CANYON. Es un subsidiario de Nippon Broadcasting System, y tanto el sello como su casa matriz JOLF son parte del Grupo de Comunicaciones Fujisankei.

## Trabajos
- The Adventures of T-Rex (Una coproducción U.S./Japan con Günther-Wahl Productions y C + D (Créativité et Développement); Hidenori Taga y Shigekazu Ochiai se acreditan como productores)
- Ike! Inachū Takkyūbu
- Karuizawa Syndrome
- Kiteretsu Daihyakka
- Legend of the Galactic Heroes
- Maison Ikkoku
- Miyuki
- Ranma ½
- Sakura Diaries
- Sena Keiko Obake Movies series
- Sengoku Eiyū Densetsu Shinshaku: Sanada Jūyūshi the Animation
- Sohryuden: Legend of the Dragon Kings
- Super Zugan
- Teki wa Kaizoku
- They Were 11
- Tobira wo Akete
- Tokyo Jusshōden
- Urusei Yatsura
- Yawara!